# Dialium eurysepalum
Dialium eurysepalum är en ärtväxtart som beskrevs av Hermann August Theodor Harms. Dialium eurysepalum ingår i släktet Dialium och familjen ärtväxter. Inga underarter finns listade i Catalogue of Life.